# Сатхінь (місто)
Сатхінь, (кит.: 沙田) також пишеться Шатхінь, є районом уздовж річки Шинг Мун у східних Нових територіях Гонконгу. В адміністративному плані входить до складу району Сатхінь. Сатхінь є одним із мікрорайонів проєкту Сатхінь New Town.
Нове місто було засноване в 1973 році в рамках Програми розвитку нових міст уряду Гонконгу. Його нинішня назва була названа на честь сусіднього села Сатхінь Вай. Дослівний англійський переклад — «Піщані поля».

## Історія

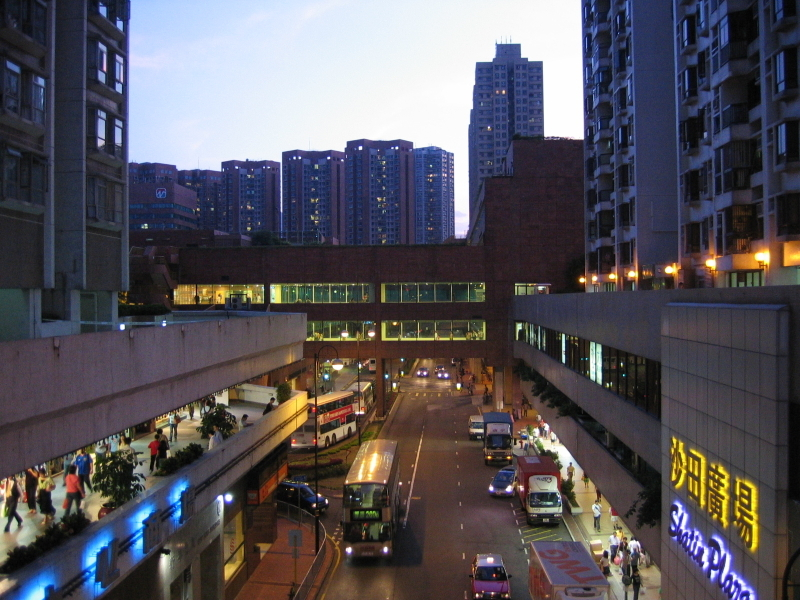
Сатхінь плаза ввечері.

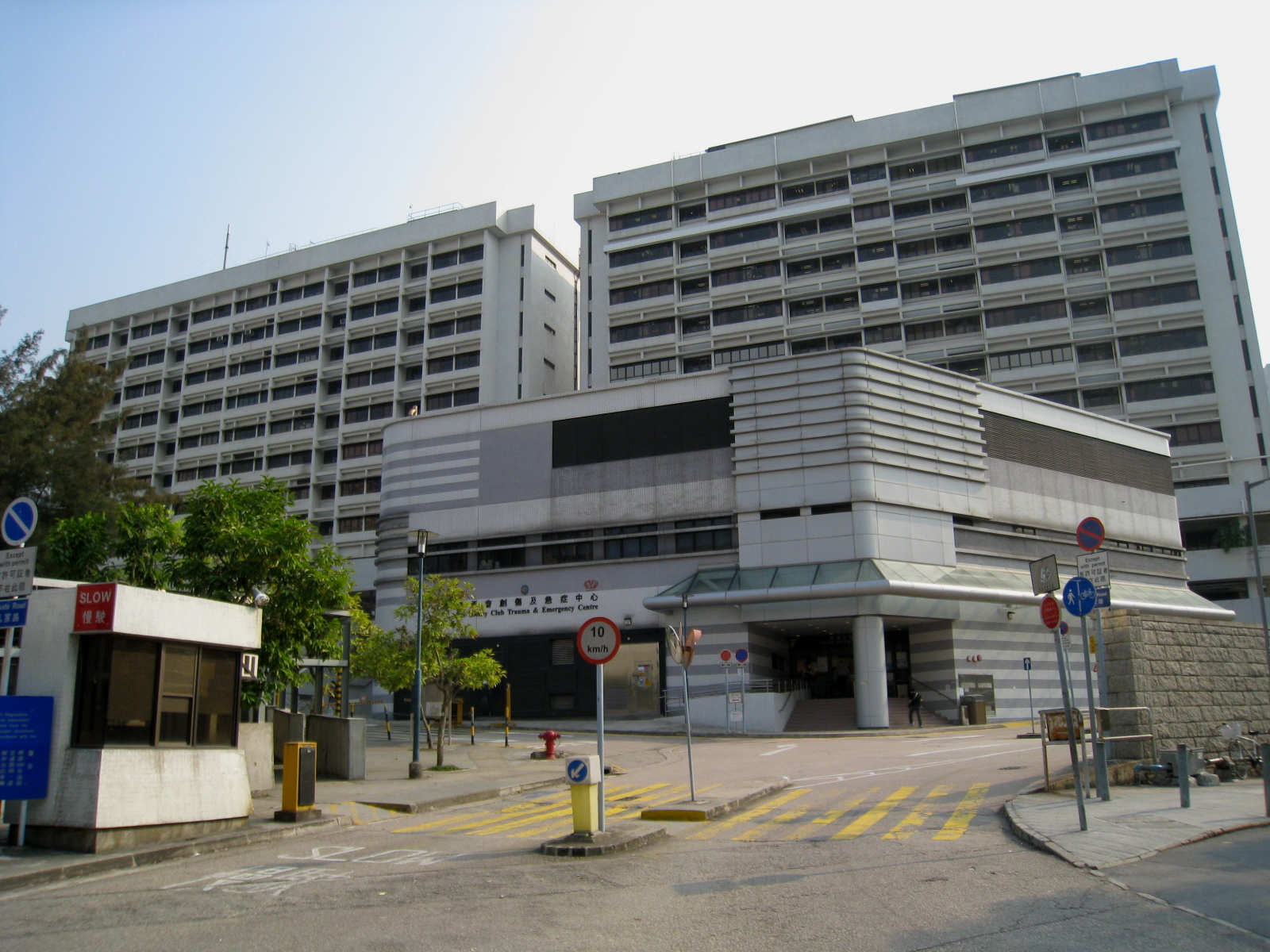
Лікарня принца Уельського

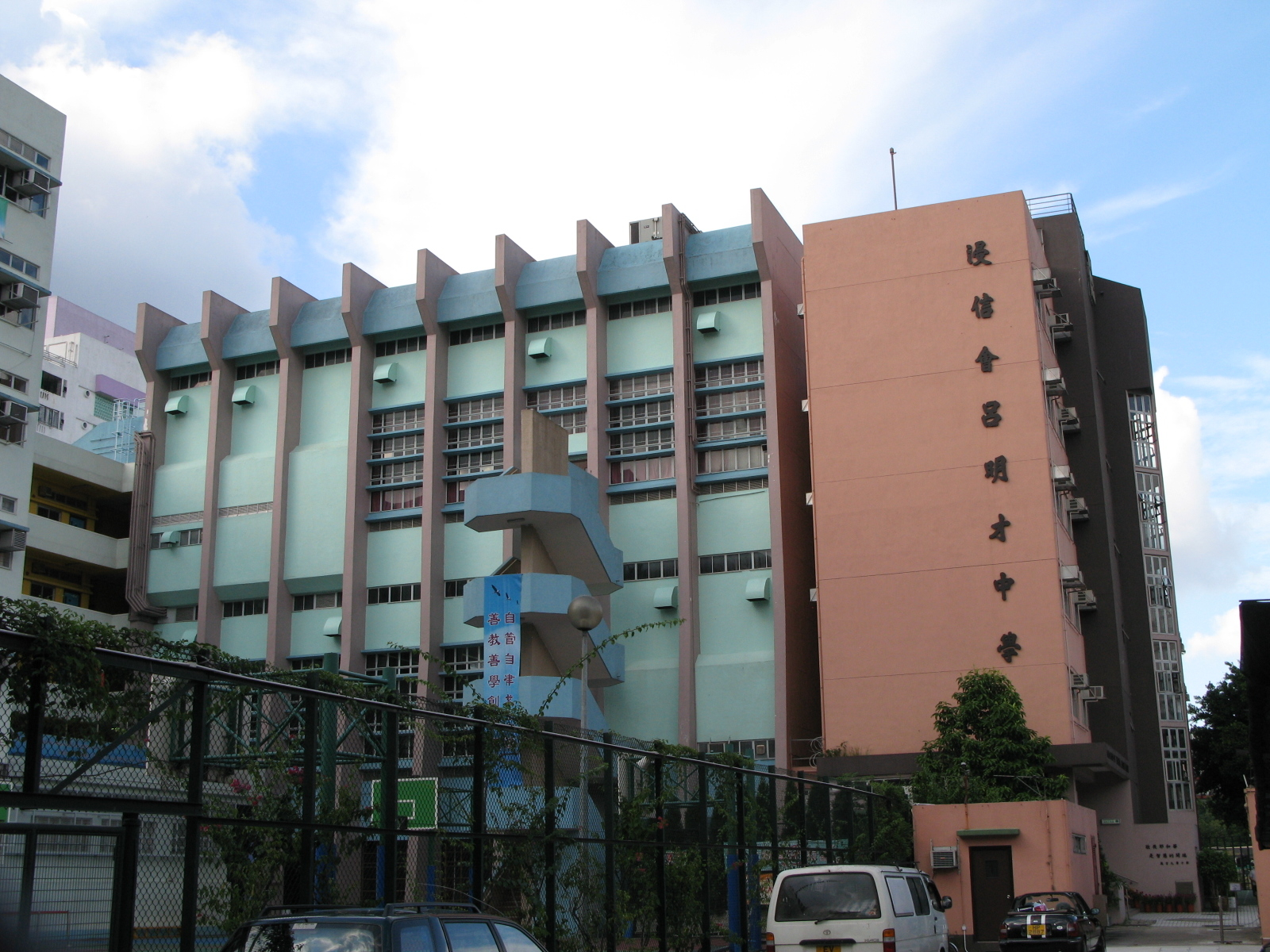
Баптистська середня школа Луй Мін Чой, одна з найстаріших середніх шкіл у Ша Тіні

Селище Тай Вай, розташоване в Тай Вай, поруч із Сатхінь, і є найстарішим і найбільшим селом, обгородженим муром у районі Сатхінь, було побудоване в 1574 році за часів династії Мін.
До британського правління в Гонконгу територія Ша Тінь та її околиці називалися Лек Юен (букв. «джерело, що тече» або «джерело чистої води»). Колоніальні чиновники нібито помилилися назва села Сатхінь Вай як назва місцевості, і з того часу вона використовується. Зараз оригінальна назва використовується для позначення маєтку Лек Юен.
Було ринкове містечко: Сатхінь Хуей, на нинішньому місці вулиці Сатхінь Центр та торгового центру New Town Plaza, поблизу станції Ша Тін лінії метро East Rail.
У 1911 році в Гонконзі в Сатхінь був здійснений перший політ літака. Літак був названий Духом Сатхінь (沙田精神號). Повнорозмірна копія цього літака зараз висить у міжнародному аеропорту Гонконгу.

## Географія

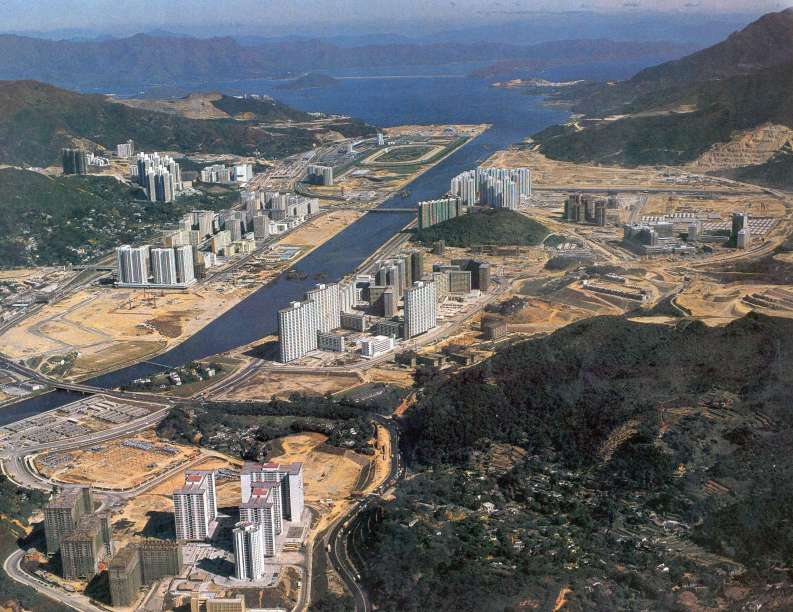
Нове місто Сатхінь розбудовувалося наприкінці 1970-х років.

Сатхінь розташований у долині по обидва боки річки Шинг Мун, що протікає з південного заходу на північний схід. Межує з Тай Вай на південному заході та з Фо Тан (лівий берег) і Шек Мун (правий берег) на північному сході.

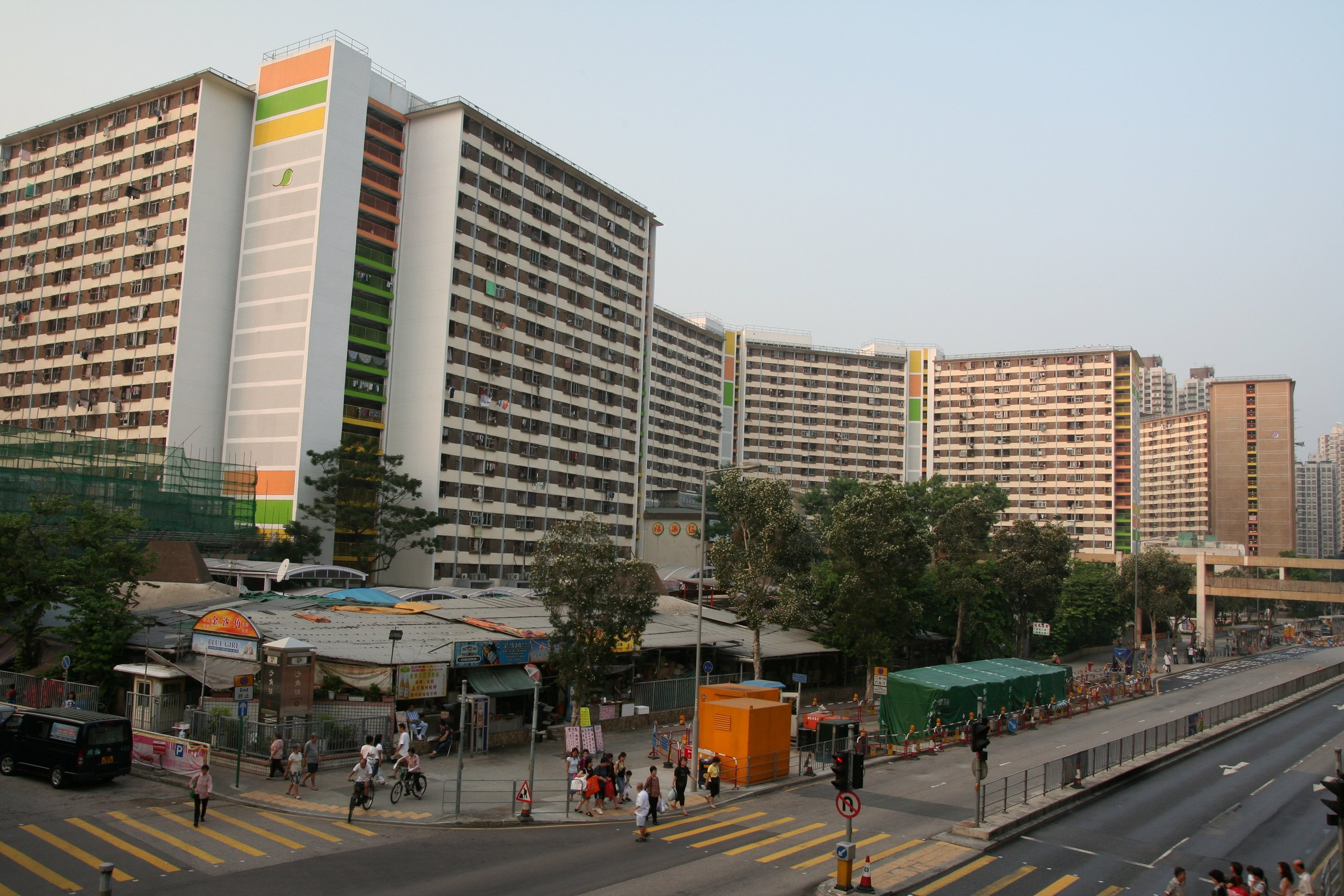
Будинок Сенда Мартіна в Ша Кок Естейт, державний житловий комплекс другої черги в Сатхінь Вай.

Лікарня принца Уельського була офіційно відкрита в 1982 році. Вона забезпечує близько 1400 лікарняних ліжок і цілодобову службу невідкладної допомоги східним Новим Територіям. Інші заклади, які надають лікарняні послуги, включають лікарню Нове місто Сатхінь, Чеширський будинок і лікарню Юніон.

## Освіта
Станом на 2008 рік у Сатхінь і Ма Он Шан було 46 початкових і 44 середніх шкіл.
В центрі міста Сатхінь знаходиться початкова школа № 91 (POA). У межах шкільної мережі є кілька шкіл, які отримують допомогу (працюють незалежно, але фінансуються державними коштами); у цій мережі немає державних шкіл.

## Клімат
| Клімат Сатхінь (1985–2016) | Клімат Сатхінь (1985–2016) | Клімат Сатхінь (1985–2016) | Клімат Сатхінь (1985–2016) | Клімат Сатхінь (1985–2016) | Клімат Сатхінь (1985–2016) | Клімат Сатхінь (1985–2016) | Клімат Сатхінь (1985–2016) | Клімат Сатхінь (1985–2016) | Клімат Сатхінь (1985–2016) | Клімат Сатхінь (1985–2016) | Клімат Сатхінь (1985–2016) | Клімат Сатхінь (1985–2016) | Клімат Сатхінь (1985–2016) |
| Показник                   | Січ.                       | Лют.                       | Бер.                       | Квіт.                      | Трав.                      | Черв.                      | Лип.                       | Серп.                      | Вер.                       | Жовт.                      | Лист.                      | Груд.                      | Рік                        |
| Абсолютний максимум, °C    | 27,6                       | 28,6                       | 31,8                       | 33,0                       | 36,6                       | 36,4                       | 37,5                       | 38,1                       | 36,5                       | 35,1                       | 31,8                       | 28,9                       | 38,1                       |
| Середній максимум, °C      | 19,0                       | 19,6                       | 21,9                       | 25,5                       | 28,8                       | 30,7                       | 31,8                       | 31,8                       | 30,9                       | 28,4                       | 24,8                       | 20,9                       | 26,2                       |
| Середня температура, °C    | 15,5                       | 16,4                       | 18,8                       | 22,5                       | 25,9                       | 27,9                       | 28,7                       | 28,5                       | 27,6                       | 25,1                       | 21,3                       | 17,2                       | 22,9                       |
| Середній мінімум, °C       | 12,6                       | 13,8                       | 16,4                       | 20,1                       | 23,6                       | 25,7                       | 26,1                       | 25,9                       | 25,1                       | 22,5                       | 18,5                       | 14,0                       | 20,4                       |
| Абсолютний мінімум, °C     | 2,9                        | 4,0                        | 4,4                        | 10,2                       | 15,3                       | 19,9                       | 21,3                       | 22,1                       | 18,4                       | 14,4                       | 6,3                        | 4,8                        | 2,9                        |
| Норма опадів, мм           | 31.2                       | 36.6                       | 67.1                       | 151.9                      | 302.7                      | 444.8                      | 412.2                      | 418.8                      | 273.2                      | 98.5                       | 46.0                       | 36.2                       | 2319.2                     |
| Вологість повітря, %       | 73                         | 77                         | 80                         | 81                         | 82                         | 82                         | 80                         | 81                         | 77                         | 72                         | 71                         | 69                         | 77                         |
| -------------------------- | -------------------------- | -------------------------- | -------------------------- | -------------------------- | -------------------------- | -------------------------- | -------------------------- | -------------------------- | -------------------------- | -------------------------- | -------------------------- | -------------------------- | -------------------------- |